# مارينو ديفيندي
مارينو ديفيندي (بالإيطالية: Marino Defendi) (19 أغسطس 1985 ببيرغامو في إيطاليا - ) هو لاعب كرة قدم إيطالي في مركز الوسط. شارك مع منتخب إيطاليا تحت 19 سنة لكرة القدم ومنتخب إيطاليا تحت 20 سنة لكرة القدم ومنتخب إيطاليا تحت 21 سنة لكرة القدم. أما مع النوادي، فقد لعب مع أتالانتا وكييفو فيرونا ونادي باري ونادي ليتشي ونادي غروسيتو.

## وصلات خارجية
- مارينو ديفيندي على موقع قاعدة بيانات كرة القدم.إي يو (الإنجليزية)
- مارينو ديفيندي على موقع Soccerway.com (الإنجليزية)
- مارينو ديفيندي على موقع عالم كرة القدم.نت (الإنجليزية)